# Lepanthes pilosella
Lepanthes pilosella är en orkidéart som beskrevs av Heinrich Gustav Reichenbach. Lepanthes pilosella ingår i släktet Lepanthes och familjen orkidéer. Inga underarter finns listade i Catalogue of Life.